# 343.º Grupo Aéreo Naval
El 343.º Grupo Aéreo Naval (第三四三海軍航空隊 Dai San-Yon-San Kaigun Kōkūtai) fue una unidad de guarnición de aeronaves y bases aéreas de la Armada Imperial Japonesa (AIJ) durante la campaña del Pacífico de la Segunda Guerra Mundial. Creado a finales de 1944 debido a la desesperada situación de Japón en las últimas etapas de la guerra, el 343.º estaba compuesto por los mejores pilotos de combate supervivientes que la Armada Imperial tenía en ese momento, con el Capitán Minoru Genda al mando. Esta unidad estaba equipada con el mejor avión que tenía Japón, el Kawanishi N1K2-J Shiden Kai, apodado George por los aliados, este avión podía competir con los aviones aliados en ese momento, el F6F Hellcat, el P-51 Mustang y el F4U Corsair.

## Historial de operaciones

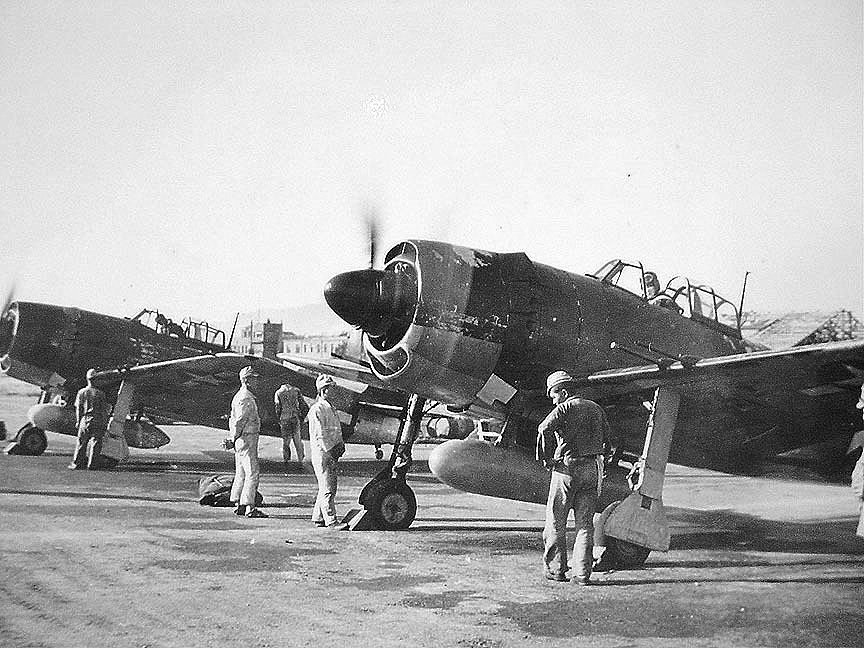
Un Kawanishi N1K2-Js capturado, con sus motores Homare en marcha por el antiguo equipo de campo del SAAIJ.

El 343.º Grupo Aéreo de la AIJ (343.º Grupo Naval de Cazas Kōkūtai ), comandado por Minoru Genda, que se constituyó el 25 de diciembre de 1944. El nuevo 343.º Kōkūtai consistía en los mejores pilotos, incluido Kaneyoshi Muto. La unidad recibió el mejor equipo disponible y también fue equipada con el nuevo Nakajima C6N Saiun, con nombre en código "Myrt", avión de reconocimiento de largo alcance.
El 18 de marzo de 1945, uno de los "Myrts" logró ubicar a los portaaviones estadounidenses en ruta hacia Japón. A la mañana siguiente, los 343 Shidens Kōkūtai interceptaron 300 aviones estadounidenses. Muchos de los 343 Kōkūtai Shiden eran N1K2. Cuando los Shidens se encontraron con los Hellcats VBF-17, tres aviones se perdieron en ambos lados en el ataque inicial; un Hellcat y dos Shiden fueron derribados por disparos enemigos, dos combatientes colisionaron en el aire y un Hellcat se estrelló mientras intentaba aterrizar. Luego el otro Shiden se zambulló en los Hellcats, derribando a otro. Al final, el 407 Hikōtai perdió seis luchadores contra ocho Vcf-17 Hellcats.
En otro encuentro con los Corsairs VBF-10, dos de los corsairs se separaron de las formaciones principales y luego fueron atacados por el 343.º Shidens. Cuatro N1K2 fueron derribados y los corsairs lograron regresar a su portaaviones, el USS Bunker Hill. Una oportunidad de venganza se produjo cuando un VFM-123 Corsair fue sorprendido por Shidens, inicialmente confundido con Hellcats. Se produjo un duelo aéreo de 30 minutos en el que tres corsairs fueron derribados y otros cinco dañados. Otros tres F4Us que habían aterrizado en portaaviones estaban tan dañados que tuvieron que ser empujados al mar. De los 10 aviones japoneses que reclamaron los estadounidenses, ninguno fue derribado. Sin embargo, dos Shidens fueron derribados por Hellcats VF-9 al aterrizar. Muchos otros Shidens fueron destruidos por combatientes estadounidenses en otro campo de aviación, donde intentaron aterrizar porque tenían poco combustible. Al final del día, el 343.° declaró 52 victorias, los combatientes de EE. UU. 63. Las pérdidas reales fueron 15 Shidens y 13 pilotos, un "Myrt" con su tripulación de tres hombres y otros nueve combatientes japoneses. Los EE. UU. también tuvieron grandes pérdidas, con 14 cazas y siete pilotos, y otros 11 aviones de ataque.
Cinco días después, se envió una condecoración no oficial al 343 Kōkūtai por el valor mostrado el 19 de marzo. El 12 de abril de 1945, otra batalla feroz involucró 343.°, durante la Operación Kikusui N.2. Los japoneses obtuvieron varias victorias, pero sufrieron 12 derrotas de los 34 combates. El 4 de mayo, otros 24 shidens fueron enviados a la Operación Kikusui N.5.
El 343 Kōkūtai, se mantuvo operativo hasta que las abrumadoras pérdidas de unidades condujeron a su eventual retiro. Según una fuente, 91 pilotos del 343 Kokutai murieron en batalla. El 343.º se disolvió el 14 de agosto de 1945, cuando el Emperador ordenó rendirse.

## Primera generación

### Estructura

#### Unidades superiores
- 1.ª Flota Aérea (1 de enero de 1944 – 31 de enero de 1944)
- 61.ª Flotilla Aérea (1 de febrero de 1944 - 10 de julio de 1944, disuelta)

#### Oficiales al mando
- Comandante Masakatsu Takenaka (1 de enero de 1944 - 10 de julio de 1944)

## Segunda generación
Reestructurada como una unidad de cazas.

### Estructura

#### Unidades superiores
- 25.ª Flotilla Aérea (25 de diciembre de 1944 – 4 de febrero de 1945)
- 3.ª flota aérea (5 de febrero de 1945 – 4 de mayo de 1945)
- 5.ª Flota Aérea (5 de mayo de 1945 – 24 de mayo de 1945)
- 72.ª Flotilla Aérea (25 de mayo de 1945, posguerra).

#### Unidades inferiores
- 301.º Escuadrón de cazas (25 de diciembre de 1944, posguerra).
- 401.º Escuadrón de cazas (5 de febrero de 1945, posguerra).
- 402.° Escuadrón de cazas (5 de febrero de 1945 – 28 de febrero de 1945)
- 407.º Escuadrón de cazas (25 de diciembre de 1944, posguerra).
- 701.ª Escuadrón de cazas (25 de diciembre de 1944, posguerra).
- 4.º Escuadrón de reconocimiento (1 de febrero de 1945 – 30 de abril de 1945)

#### Oficiales al mando
- Puesto vacante (25 de diciembre de 1944)
- Capitán Iwao Minematsu (26 de diciembre de 1944 – 15 de enero de 1945)
- Capitán Minoru Genda (15 de enero de 1945 – 7 de octubre de 1945)
  - El capitán Genda también se desempeñó como comandante en jefe del 352.º Grupo Aéreo Naval, desde el 27 de junio de 1945 hasta el 8 de julio de 1945.